# Michael Sowa
Michael Sowa (Berlijn, 1 juli 1945) is een Duits kunstschilder, schrijver en illustrator van kinderboeken.

## Leven
Sowa werd in 1945 in Berlijn geboren. Van 1965 tot 1972 studeerde hij in Berlijn kunstpedagogiek.

## Werk
Sowa slaagt erin twee van de meest uiteenlopende strekkingen van de schilderkunst te verenigen: de idee van de realistische, ernstige, 'hoge' kunst en, aan de andere kant, humor. Zijn prenten hebben iets vertrouwds en herkenbaars, gewoons ook, maar zijn humor, vaak satire, maakt dat ze ook weer vreemd lijken. Hij tekende kaften van boeken en maakte illustraties voor magazines. Maar na een tijd ontstonden ook eigen boeken. Sinds 1975 werkt hij als onafhankelijk illustrator-auteur. In het Nederlands verscheen Kleine koning December (Querido, 1997), een verhaal van Axel Hacke in een vertaling van Toon Tellegen.

## Bekroningen
- 2015: Sondermann-Preis voor komische Kunst[1][2]

- Biblioteca Nacional de España: XX1637234
- Bibliothèque nationale de France: cb129513708 (data)
- CiNii: DA11952856
- Gemeinsame Normdatei: 119072777
- International Standard Name Identifier: 0000 0001 2123 8366
- Library of Congress Control Number: n93064042
- Bibliotheek van het Japanse parlement: 00516323
- Nationale Bibliotheek van Tsjechië: xx0208481
- Nationale Bibliotheek van Israël: 987007421439205171
- Nederlandse Thesaurus van Auteursnamen: 157864278
- RKD-Nederlands Instituut voor Kunstgeschiedenis: 327765
- Système universitaire de documentation: 057010706
- Virtual International Authority File: 22272777
- WorldCat: E39PBJwxJ6k8j66wRDdxGWXPQq